# Giải bóng đá bãi biển vô địch quốc gia 2017
Giải bóng đá bãi biển vô địch quốc gia 2017 là giải bóng đá bãi biển được tổ chức lần thứ 9 của Giải bóng đá bãi biển vô địch quốc gia tại Việt Nam do VFF tổ chức từ ngày 22 tháng 9 đến ngày 30 tháng 9 năm 2017. Tất cả trận đấu được tổ chức tại Sân bóng đá Bãi biển Nha Trang, Khánh Hòa.

## Các đội bóng
Có 4 đội bóng tham dự giải:
| Các đội bóng tham dự giải 2017:                               |
| ------------------------------------------------------------- |
| Sanest Tourist Khánh Hòa hay gọi tắt Khánh Hòa (Chủ nhà)      |
| CR Clubs Cam Ranh                                             |
| Đà Nẵng                                                       |
| Thuận An - Phú Vang Thừa Thiên Huế hay gọi tắt Thừa Thiên Huế |

## Điều lệ
- Bốn đội thi đấu vòng tròn hai lượt tính điểm, xếp hạng.
- Tất cả các trận đấu của giải nếu sau thời gian thi đấu chính thức (3 hiệp x 12 phút/hiệp = 36 phút) có tỉ số hòa sẽ thi đấu thêm một (01) hiệp phụ (thời gian 3 phút), nếu vẫn có tỉ số hoà sẽ thi đá luân lưu 9m (3 lượt đá) để xác định đội thắng.

Cách tính điểm xếp hạng:
+ Đội thắng trong 3 hiệp chính thức: 3 điểm;
+ Đội thắng trong hiệp phụ: 2 điểm;
+ Đội thắng luân lưu: 1  điểm;
+ Đội thua: 0  điểm.
Tính tổng số điểm của các Đội đạt được để xếp thứ hạng từ 1 đến 3.
Nếu có từ hai Đội trở lên bằng điểm nhau, thứ hạng các Đội sẽ được xác định như sau: trước hết sẽ tính kết quả của các trận đấu giữa các Đội đó với nhau theo thứ tự:
- Tổng số điểm.
- Hiệu số của tổng số bàn thắng trừ tổng số bàn thua.
- Tổng số bàn thắng.
Đội nào có chỉ số cao hơn sẽ xếp trên.
Trường hợp các chỉ số trên bằng nhau, Ban tổ chức sẽ tiếp tục xét các chỉ số của tất cả các trận đấu trong giải theo thứ tự:
- Hiệu số của tổng số bàn thắng trừ tổng số bàn thua.
- Tổng số bàn thắng.
Đội nào có chỉ số cao hơn sẽ xếp trên.
Nếu các chỉ số vẫn bằng nhau, Ban tổ chức sẽ tổ chức bốc thăm để xác định thứ hạng của các Đội.

## Lịch thi đấu và kết quả thi đấu
| Ngày                | Vòng đấu | Giờ   | Đội 1                    | Hiệp chính | Hiệp phụ | Luân lưu | Đội 2                    |
| 22 tháng 9 năm 2017 | Vòng 1   | 14h00 | CR Clubs Cam Ranh        | 3-1        |          |          | Thừa Thiên Huế           |
| 22 tháng 9 năm 2017 | Vòng 1   | 15h45 | Sanest Tourist Khánh Hòa | 1-5        |          |          | Đà Nẵng                  |
| 23 tháng 9 năm 2017 | Vòng 2   | 14h00 | Thừa Thiên Huế           | 4-4        | 0-0      | 0-2      | Đà Nẵng                  |
| 23 tháng 9 năm 2017 | Vòng 2   | 15h30 | CR Clubs Cam Ranh        | 0-3        |          |          | Sanest Tourist Khánh Hòa |
| 25 tháng 9 năm 2017 | Vòng 3   | 14h00 | Đà Nẵng                  | 2-1        |          |          | CR Clubs Cam Ranh        |
| 25 tháng 9 năm 2017 | Vòng 3   | 15h30 | Sanest Tourist Khánh Hòa | 6-3        |          |          | Thừa Thiên Huế           |
| 27 tháng 9 năm 2017 | Vòng 4   | 15h30 | Thừa Thiên Huế           | 2-2        | 0-1      |          | CR Clubs Cam Ranh        |
| 27 tháng 9 năm 2017 | Vòng 4   | 14h00 | Đà Nẵng                  | 4-2        |          |          | Sanest Tourist Khánh Hòa |
| 28 tháng 9 năm 2017 | Vòng 5   | 15h30 | Đà Nẵng                  | 3-2        |          |          | Thừa Thiên Huế           |
| 28 tháng 9 năm 2017 | Vòng 5   | 14h00 | Sanest Tourist Khánh Hòa | 5-1        |          |          | CR Clubs Cam Ranh        |
| 30 tháng 9 năm 2017 | Vòng 6   | 15h30 | CR Clubs Cam Ranh        | 4-4        | 0-0      | 2-3      | Đà Nẵng                  |
| 30 tháng 9 năm 2017 | Vòng 6   | 14h00 | Thừa Thiên Huế           | 5-5        | 0-1      |          | Sanest Tourist Khánh Hòa |

## Bảng xếp hạng
| Thứ hạng | Đội bóng                 | Trận | Thắng | Thắng hiệp phụ | Thắng luân lưu | Hòa | Thua | Hiệu số | Điểm | Thành tích      |
| 1        | Đà Nẵng                  | 6    | 4     | 0              | 2              | 0   | 0    | 22-14   | 14   | Vô địch         |
| 2        | Sanest Tourist Khánh Hòa | 6    | 3     | 1              | 0              | 1   | 2    | 22-18   | 11   | Á quân          |
| 3        | CR Clubs Cam Ranh        | 6    | 1     | 1              | 0              | 2   | 4    | 11-17   | 5    | Hạng ba         |
| 4        | Thừa Thiên Huế           | 6    | 0     | 0              | 0              | 3   | 3    | 17-23   | 0    | Giải phong cách |

## Tổng kết mùa giải
Dưới đây là kết quả của mùa giải:
- Vô địch: Đà Nẵng
- Giải Nhì: Khánh Hòa
- Giải Ba: CR Clubs Cam Ranh
- Giải phong cách: Thuận An- Phú Vang Thừa Thiên Huế
- Cầu thủ ghi nhiều bàn thắng nhất: Trần Vĩnh Phong (đội Khánh Hòa)
- Thủ môn xuất sắc nhất: Nguyễn Hữu An (đội Đà Nẵng)
- Giải cầu thủ xuất sắc: Hồ Ngọc Lĩnh (đội Đà Nẵng)